# Dödsstraff i Sverige
I Sverige är dödsstraff helt förbjudet sedan 1975 i Regeringsformens 2 kap, 4 § med frasen "Dödsstraff får inte förekomma".
Fram till början av 1800-talet var döden den vanligaste bestraffning för grövre brott, eftersom fängelse var ovanligt. 1734 års lag stadgade dödsstraff för 68 olika typer av gärningar. De flesta dödsstraffen har skett genom halshuggning, vilka utfördes av tillförordnade skarprättare eller mästerman som de också kallades. Förrättare av andra sorters avrättning kallades ofta bödel, men orden kan användas synonymt. Halshuggning sågs som en förhållandevis human metod, med begränsat lidande, ifall redskapet var bra nog och skarprättaren var skicklig nog att lyckas vid första försöket. Före 1858 fanns det en skarprättare i varje län, men yrket var inte populärt. Inte sällan var bödeln en dödsdömd som fått välja bödelsyrket istället för döden. Missaktningen, förföljelsen och den starka sociala utfrysningen av bödlar ledde till myndighetsåtgärder, såsom att i lag från 1734 deklarera att bödeln med familj var i "konungens hägn" och att ämbetet inte fick ses som nesligt.
Dödsstraffet i fredstid avskaffades i Sverige 30 juni 1921 (i enlighet med riksdagsbeslut 7 maj 1921 om lag 1921:288 och Kunglig Majestäts proposition 1921:144). Dödsstraffet i krigstid avskaffades 1973.
Brott begångna i Sverige kan ge dödsstraff i andra länder, 2018 dömdes en man i Libanon till döden för ett trippelmord i Uddevalla. Detta omvandlades dock till livstids straffarbete.

## Historik

### Medeltiden till 1700-talet
Tingen kunde, med stöd i landskapslagen, föreskriva fredlöshet för så kallade urbota brott. Denna dom ledde ofta till att den dömde dräptes av den målsägandes släkt. Adeln kunde ha som förmån att bli avrättad medelst halshuggning med svärd, medan ofrälse kunde halshuggas med bila eller hängas, där den dömde långsamt ströps. Bränning på bål och rådbråkning kom in som skärpt dödsstraff för svårare brott, och avrättningar var ofta offentliga förrättningar som attraherade många åskådare. Även barn kunde avrättas, exempelvis en 12-åring i Kävlinge på 1300-talet. Under en period på 1600-talet ledde häxprocesserna till verkställda dödsdomar för över 300 personer på juridiskt dubiösa grunder. På 1660-talet övergick man från det fruktade bålet till halshuggning, som ett led att humanisera avlivandet. Det värsta i straffet var för flertalet att man som avrättad inte kom i vigd jord och därför, enligt tron, utestängdes från saligheten i paradiset. Bränning på bål efter halshuggning var ett straff som fick samma betydelse och drabbade bland andra kvinnor dömda för häxeri, men också för barnamord.

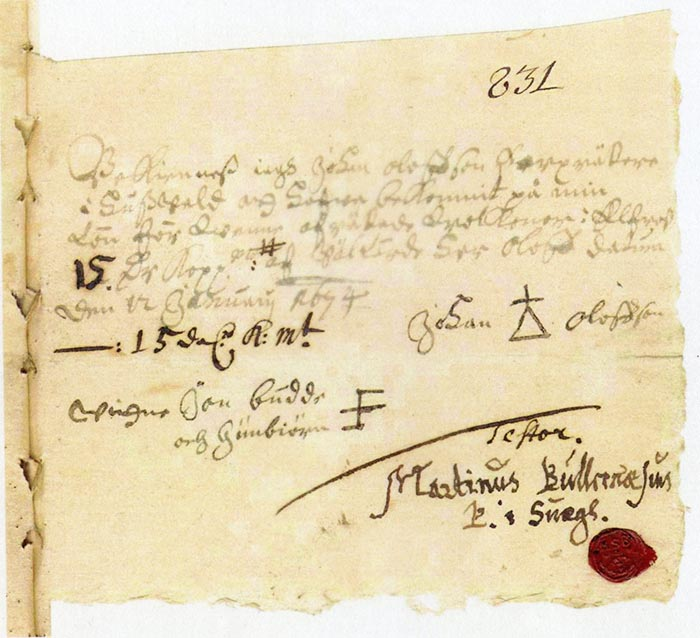
Kvitto à 15 riksdaler för utförd avrättning av två personer. Kvittor är daterat 1674.

Lars Levander uppger att skarprättartaxan år 1736 var:
- Halshuggning med svärd eller yxa: 5 daler silvermynt
- Rådbråkning och halshuggning samt partering och stegling: 15 daler
- Halshuggning eller stegling på pålar: 10 daler
- Halshuggning och bränning på bål: 10 daler
- Hängning i galge: 8 daler

Som jämförelse tjänade en hantlangare (dvs. outbildad arbetare) i Stockholm dagligen typiskt 1:50 daler kopparmynt sommaren 1736, dvs 0:50 daler silvermynt. En silverdaler 1736 torde kunna jämföras med 159 kronor 2009 enligt KPI.
Detta förrättningsarvode kom till den fasta årslönen som för skarprättare var 800 daler silvermynt i Stockholm 1736, att jämföra med en stadstjänare som fick 80 daler.

### Rättsläget under perioden 1779–1921
Innan cellfängelserna utvecklats och 1864 års strafflag trätt i kraft var det vanligt att man kunde dömas till döden även för mindre brott. I 1734 års lagstiftning hade nämligen frihetsberövande endast funnits med i marginalen och straffsatserna var vanligtvis böter eller dödsstraff (till en början 68, senare 72, typer av brott kunde bestraffas med döden; bland dessa hädelse, tidelag, trolldom, blodskam, tvegifte, mord, grövre våldsbrott och återkommande stölder ("fjärde resan").. Under senare tider utnyttjade oftast konungen (eller Högsta domstolen) i sådana fall sin rätt att benåda den dömde till straffarbete. Redan under kung Gustav III (1779) hade man fastställt att alla avrättningar skulle godkännas av Hans Majestät Konungen såtillvida de inte föll under den militära strafflagstiftningen av år 1798.[källa behövs] 1835 förbjöds rådbråkning och 1841 förbjöds skärpta dödsstraff helt i lag. En förbättrad metod för hängning började användas, där delinkventens nacke bröts istället för att strypning skulle ske. 
Det var endast undantagsvis som en dödsdömd avrättades under perioden efter 1864 års strafflag. Motioner om dödsstraffets avskaffande hade även lagts fram redan under den gamla ståndsriksdagen av bondeståndets representanter (bland annat som alternativ till 1864 års strafflag). Rättsfilosofen Cesare Beccaria hade framhållit att människor inte kan besluta om andras liv, och andra upplysningstankar fick fäste, med humanism.

## De sista skarprättarna
Från och med år 1876 var det tre personer som utförde avrättningarna i Sverige. Aktiv 1859–1882 för Stockholm stad var Johan Fredrik Hjort som utförde 16 förrättningar, av vilka tre ägde rum efter 1876 (närmare bestämt 1879 och 1882 (två stycken)). Han efterträddes 1885 av Anders Gustaf Dahlman som skulle bli den siste skarprättaren. Denne utförde sex stycken förrättningar (1890, 1893, 1900 (tre stycken) och 1910). Efter år 1900 hade Dahlman titeln riksskarprättare. Förutom de två ovan nämnda var även Per Petter Christensson Steijnech verksam under perioden 1864 till 1887 och utförde en avrättning efter 1876.

## De sista avrättningarna
Den sista hängningen som genomfördes i Stockholm var vid Skanstulls galgbacke söder om Södermalm 1818, av fänrik Odelius, dömd för sedelförfalskning. Sista gången en person hängdes i Sverige var i Kristianstad i Skåne 1836, då drängen Nils Månsson hängdes för rånmord. Därefter utfördes avrättningarna enbart genom halshuggning med bila, och 1906 förkunnade kung Oscar II att verkställandet skulle ske genom mekanisk halshuggning (giljotin), vilket endast en gång blev aktuellt att tillämpa.
Den sista offentliga avrättningen i Sverige verkställdes 18 maj 1876, då Gustav Hjert och Konrad Tector halshöggs utanför Malmköping (Lidamon) respektive Visby (Stenkumla backe). En lag om intermural avrättning infördes 1877, vilket innebar att avrättningar därefter inte genomfördes offentligt. Anders Larsson vid Kvallan var den förste att avrättas i enlighet med de nya reglerna, vilket skedde på Västerås länsfängelse år 1879.
Den sista kvinnan att avrättas var den så kallade Yngsjömörderskan, Anna Månsdotter. Hon avrättades med hjälp av handbila den 7 augusti 1890 i Kristianstad på länsfängelset för mord på sin svärdotter, vilket även var Anders Gustaf Dahlmans första avrättning. Hennes son Per dömdes också till döden, men straffet omvandlades till livstids straffarbete.
Den sista avrättningen verkställdes 23 november 1910 då Johan Alfred Ander avrättades på Långholmen med giljotin, detta efter att han den 5 januari 1910 i samband med rån strax bortanför det nuvarande Utrikesdepartementet i Stockholm mördat Victoria Hellsten med ett besman.

## De sista dödsdomarna
Den sist dödsdömda i Sverige som inte benådades, tillika den sista dödsdömda kvinnan, var den s.k. änglamakerskan Hilda Nilsson som dömdes till döden den 14 juni 1917 och tog sitt liv i fängelset några dagar senare. Den siste mannen att dömas till döden var Mohammed Beck Hadjetlaché, ledare för den så kallade "Ryssligan", som den 28 maj 1920 dömdes för kidnappning och mord på tre ryska medborgare till att "mista livet" medelst giljotin. Vid nyåret 1920/1921 omvandlade Svea hovrätt enligt praxis hans dödsstraff till livstids straffarbete och han avled på Långholmen 1929.
I 1864 års strafflag, då även ett avskaffande av dödsstraffet togs upp, avskaffades hängning som metod och antalet med dödsstraff belagda brott beskars kraftigt. I den kungliga förordningen från 10 augusti 1877 föreskrevs att avrättningen skulle ske genom halshuggning på fängelsegården. Inför avrättningen skulle delinkventen ges möjlighet att förbereda sig med hjälp av ett biträde. Detta biträde kunde vara präst, fängelse- eller provinsialläkare, kronofogde eller magistratsledamot. Innan delinkventen fördes ut på gården lästes domen upp för de närvarande. De närvarandes antal var begränsat. Med delinkventen följde den som berett denne för avrättningen. Till detta tillkom en förordnad tjänsteman som skulle föra protokoll samt andra personer vilken Konungens befallningshavande tillkallat. Den kommun i vilken avrättningen ägde rum ägde rätt att utse högst tolv personer som fick närvara. Efter avrättningen stadgades att den avrättades kropp skulle jordfästas i stillhet på närmaste kyrkogård.

## Avskaffande även för brott i krigstid
Efter dödsstraffets avskaffande för civila brott 1921 kvarstod dock straffet för militärer som begått brott i krigstid, i enlighet med 1882 års militära strafflag. Exempel på svårare brott där dödsstraff kunde komma på fråga var landsförräderi och spioneri. Inte heller Genèvekonventionen skyddar spioner såsom uniformerade soldater. I samband med avskaffandet för civila brott försvann även metoden halshuggning ur strafflagen då det beslutats att de krigsmän som dömts för brott i krigstid skulle arkebuseras. Mellan 1921 och 1940 gällde denna lagstiftning endast för soldater och kom att vid andra världskrigets utbrott att utvidgas till att även gälla vissa grupper av civila personer. Den 20 juni 1948 sammanfogades den militära lagstiftningen med den allmänna strafflagen. Dödsstraffet kvarstod för brott i krigstid med tillägget att verkställandet av en avrättning måste godkännas av Kungl Maj:t. År 1973 avskaffades dödsstraffet för brott begångna i krigstid i enlighet med lag 1973:17-20. 1975 förbjöds dödsstraffet i grundlagen, med nuvarande lydelse enligt SFS 2010:1408.

## Statistik
Tabeller nedan redovisar det totala antalet avrättade i Sverige under åren 1791–1910:
- 1791–1800: 60
- 1801–1810: 70
- 1811–1820: 96
- 1821–1830: 110
- 1831–1840: 135
- 1841–1850: 57
- 1851–1860: 69
- 1861–1870: 12
- 1871–1880: 4
- 1881–1890: 3
- 1891–1900: 4
- 1901–1910: 1

### Statistik från 1866–1921
Under perioden 1866–1921 avrättas 15 av drygt 120 dödsdömda fångar. Åren 1866 (två avrättningar), 1876 (två avrättningar), 1882 (två avrättningar) och 1900 (tre avrättningar) är de enda åren då fler än en avrättning går i verkställighet under denna period. Antalet är en klar minskning från det dryga 600 avrättade under perioden 1800–1865. År 1865 var dessutom det första året under 1800-talet då ingen avrättning verkställdes. Praxis efter år 1910 var att de dödsdömda fick sina domar omvandlade till livstids straffarbete.

## Lista över svenskar som har blivit avrättade 1866–1910 (under 1864 års strafflag)
- 1866
  - Jonas Magnus Jonasson Borg, mord (Röinge tingsplats[14])
  - Petter Hedin, mord (Kallbäcken)
- 1872
  - Karl Otto Andersson, mord/dråp på fängelsepersonal utfört av dömd livstidsfånge (Landskrona)
- 1876 den 18 maj sker de sista offentliga avrättningarna i Sverige
  - Gustav Adolf Eriksson Hjert, tredje resan stöld, rån och mord (Lidamon avrättningsplats, Malmköping)
  - Konrad Petterson Lundqvist Tector, tredje resan stöld, rån och mord (Stenkumla backe, Gotland)
- 1879
  - Anders Larsson, mord (Västerås länsfängelse)
- 1882
  - Johan Erik Österman, mord (Långholmens fängelse, Stockholm)
  - Carl August Andersson, mord (Långholmens fängelse, Stockholm)
- 1887
  - Nils Peter Hagström, rånmord (Kristianstads länsfängelse)
- 1890
  - Anna Månsdotter, Yngsjömordet (Kristianstads länsfängelse)
- 1893
  - Per Johan Pettersson (Alftamördaren), mord (Gävle fängelse)
- 1900
  - Theodor Sallrot, rånmord (Karlskrona länsfängelse)
  - Lars Nilsson, rånmord (Malmö länsfängelse)
  - John Filip Nordlund, mord, mordförsök, misshandel och rån (Västerås länsfängelse)
- 1910
  - Alfred Ander (giljotinerad), rånmord (Långholmens fängelse, Stockholm)